# Bruno d'Affringues
Charles d'Affringues, Bruno d'Affringues, en religion, né le 20 avril 1549 à Saint-Omer (Pas-de-Calais) et mort le 6 mars 1632 à la Grande Chartreuse est un moine chartreux français qui fut prieur de la Grande Chartreuse de 1600 à 1630 et donc 47e ministre général de l'ordre des Chartreux. 

## Biographie
Charles d'Affringues est né à Saint-Omer, d'une famille noble. Il est le fils de Jean d'Affringues et de Marguerite Canteleu. Il commence ses études à Saint-Omer et continue à Paris, étudiant la philosophie, la théologie, la médecine, et les langues anciennes.  Pour compléter son éducation, il fait un voyage en Italie. À Turin d'abord, puis à Padoue, où il étudie le droit avec Menochio. Il obtient un doctorat en droit In utroque jure à Paris.
À son retour en France, il s'arrête à Carpentras où l'évêque, Jacques Sacratus, lui propose un poste. Il est chanoine de Carpentras puis vicaire général, Official du vice-légat d'Avignon. Grégoire XIII le délègue auprès de ses tribunaux d'Avignon et de Carpentras pour toutes les causes qui ne peuvent être portées à Rome. Mais, il cherche la solitude et la tranquillité du cloître, et plusieurs fois il prie le pape de lui permettre d'embrasser la vie religieuse; mais Grégoire XIII ne veut jamais y consentir. À la mort de ce pape, en 1585, l'abbé d'Affringues prononce son éloge funèbre à Carpentras.
Il entre à la Grande Chartreuse en 1590 à l’âge de quarante et un ans. Le général Dom Jérôme Marchant, lui impose le nom de Bruno, et se charge lui-même de sa formation. Bruno d'Affringues fait sa profession le 1er avril 1591. D'abord scribe pendant quatre ans, puis prieur de la chartreuse d'Avignon en 1594,. En 1599, il devient visiteur de la province de Provence.
Il est élu prieur de Chartreuse le 4 février 1600. Sa première action est de finir les travaux de restauration, commencés par ses prédécesseurs, de la Grande Chartreuse incendiée en 1592. À peine terminé, un nouvel incendie en 1611, lui donne l'occasion de relever de nouveau la maison de ses ruines. Pendant son généralat, la Grande Chartreuse est dévastée par les calvinistes. Il étend les possessions du monastère afin que les chartreux soient les seuls maîtres du Massif de la Chartreuse. 
Pendant son généralat, les chartreuses de Toulouse (1600), Molsheim (1600), Bordeaux (1605), La Boutillerie (1618), L’Argentière (1620), Orléans (1621), Moulins (1623), Ripaille (1623), Aix-en-Provence (1625), Anvers (1625), Nieuport (1626), Valdice (1627), et Xanten (1628) sont fondées
À la suite d'une délibération du chapitre général de juin 1602, Bruno d'Haffringues, rappelle huit des religieux sur les dix qui composent la communauté de la chartreuse de Lyon du fait de la suspension des travaux et en 1616, quelques notables de la ville de Lyon décident de lui donner les moyens financiers pour que la chartreuse de Lyon puisse enfin démarrer une activité normale. Bruno d'Affringues, décide d’y envoyer dix-neuf religieux : trois frères convers et seize pères.
Il permet aux chartreux de Paris, en 1603, de faire réimprimer le missel et, en 1613, le diurnal. C'est avec son approbation que les chartreux de Pavie impriment les grands antiphonaires, avec chant noté et lettres initiales gravées (1611-1612). Il fait réimprimer à Cologne, en 1611, les œuvres de saint Bruno et obtient du Saint-Siège que son office soit inséré au bréviaire romain. Grégoire XV ordonne, par une bulle du 17 février 1623 que l'office de saint Bruno soit inséré dans le missel et dans le bréviaire romain.
En 1619, il autorise l'étrange et énigmatique Polycarpe de la Rivière à publier l’Adieu au monde qui lui est dédié et en 1626, Angélique, ou des excellences et perfections de l’immortalité de l’âme, même si le prieur général regrette qu'il n'ait pas été écrit en latin pour être réservé et plus religieux et moins accessible, mais lui ou son successeur refuse ensuite la publication de Historica ordinis Cartusiensis ou Chronologica Cartusiana-politica, seu Annales Cartusianorum, qui reste inédit.
Il favorise les études dans l'ordre. À sa demande, Grégoire XV publie un décret, en 1622, pour maintenir l'ancien usage de l'ordre dans l'institution des prieurs et autres officiers. 
Le général des chartreux devient célèbre. Les papes l'honorent de plusieurs brefs et soutiennent son autorité dans plusieurs procès où l'on conteste les droits du général de l'ordre. Grégoire XV et Urbain VIII l’apprécient. On pense souvent à lui pour le pontificat; le cardinal Bellarmin juge Dom Bruno digne d'être pape et regrette que sa nationalité l'empêche de monter sur le Siège apostolique. 
Le connétable de Lesdiguières a pour lui la plus grande considération. Henri IV monte de Grenoble à la Grande Chartreuse pour le voir.  
Dom d'Affringues contracte une amitié étroite avec saint François de Sales qui vient lui rendre visite en 1618 et ils entretiennent une relation épistolaire suivies,,.
Bruno d'Affringues est frappé de congestion cérébrale, le 4 février 1630; victime de paralysie et totalement immobilisé, Dom Bruno n’est plus en état de mener à bien son mandat. Dom Juste Perrot assure l’intérim de la charge, jusqu’à la destitution de son supérieur, déposé par le chapitre général de 1631. Il meurt en Chartreuse le 6 mars 1632.

## Écrits
- Panégyrique de Grégoire XIII, 1585.
- Lettre de D. Bruno d'Affringues, général des Chartreux, au président Favre, 10 octobre 1617[15].